# Roberto Polo
Roberto Polo (Barranquilla, Atlántico, Colombia; 21 de diciembre de 1980) es un exfutbolista colombiano. Jugaba como delantero, anotó 60 goles de los cuales 1 fue con la selección de Colombia durante un partido amistoso en el cual reemplazó a Radamel Falcao Garcia.

## Selección nacional
En el año 2008 fue convocado a la Selección de fútbol de Colombia. Primero, como reemplazante de Radamel Falcao García en el juego que Colombia superó 5-2 a Venezuela, donde Polo marcó un gol. Posteriormente, Polo jugó en el partido contra Francia donde estuvo a punto de convertir.

### Goles internacionales
| # | Fecha     | Lugar                   | Rival     | Gol | Resultado | Competición |
| - | --------- | ----------------------- | --------- | --- | --------- | ----------- |
| 1 | 30-4-2008 | Alfonso López, Colombia | Venezuela | 2-1 | 5-2       | Amistoso    |

## Clubes
| Club                | País                | Año                 | Goles' |
| ------------------- | ------------------- | ------------------- | ------ |
| Unión Magdalena     | Colombia            | 2004 - 2005         | 1      |
| Brujas F.C          | Costa Rica          | 2006                | 0      |
| Cortuluá            | Colombia            | 2006                | 19     |
| Deportivo Azogues   | Ecuador             | 2007                | 5      |
| La Equidad          | Colombia            | 2007 - 2009         | 15     |
| Cúcuta Deportivo    | Colombia            | 2009 - 2010         | 11     |
| La Equidad          | Colombia            | 2011                | 5      |
| Rionegro Águilas    | Colombia            | 2012                | 1      |
| Club Llaneros       | Colombia            | 2012                | 1      |
| Total en su carrera | Total en su carrera | Total en su carrera | 60     |

## Palmarés

### Títulos nacionales
| Título        | Club       | País     | Año  |
| ------------- | ---------- | -------- | ---- |
| Copa Colombia | La Equidad | Colombia | 2008 |